# Makarapa

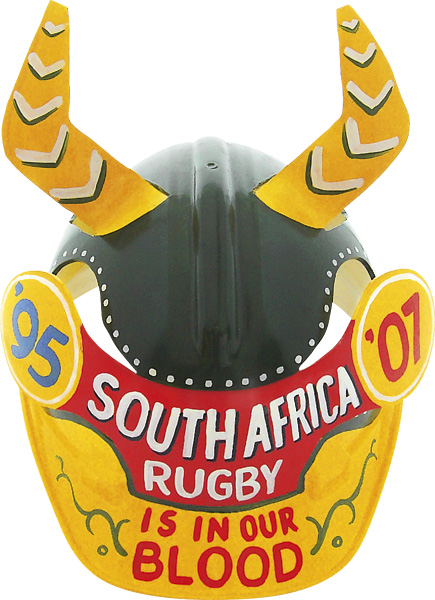
Een zelfgemaakte makarapa met een rugby thema.

De Makarapa is een handgesneden en beschilderde helm. Het is een uit Zuid-Afrika afkomstige voetbalfanuitrusting, en het wordt steeds populairder bij fans van andere sporten. Sportfans spenderen uren om de makarapa uit te snijden en te beschilderen in de kleuren en logo's van hun club of land. Behalve de makarapa dragen fans ook meestal enorme brillen of schilden met slogans en logos. Het is algemeen geaccepteerd dat Alfred "Lux" Baloyi de uitvinder is van de Makarapa zoals we hem nu kennen. en tevens eigenaar van het 'Original Baloyi Makarapa' trademark. Veel makarapakunstenaars in Zuid-Afrika kunnen redelijk rondkomen van het vervaardigen en verkopen van makarapa's aan sportfans. Met het WK voetbal zal de makarapa wereldwijd bekend worden.
De oorsprong van de naam makarapa gaat terug tot eind jaren 70, begin jaren 80. Makarapa (enkelvoud: lekarapa) betekent gastarbeider en wordt geassocieerd met de helmen die ze droegen in de mijnen van Witwatersrand. Tegenwoordig is de naam synoniem voor deze gedecoreerde helm. De makarapa heeft drie functies: het laat zien dat de drager een fan van iets is, het is een individueel stuk kunstwerk en het is een commercieel promotieartikel, omdat het veel media-aandacht in stadions trekt. Bierbrouwer Heineken speelt daar op in door de Nederlandse makarapa te introduceren, genaamd de pletterpet, wat Afrikaans is voor helm. Ook wordt de makarapa gebruikt ter bescherming van het hoofd tegen projectielen, de eigenlijke reden dat hij gedragen werd.
De makarapa was aanwezig tijdens de uitreiking van de FIFA Worldcup 2010 in Zürich. In september 2009 kreeg Sepp Blatter een makarapa cadeau tijdens een FIFA-inspectie. De prijs van een makarapa, gemaakt door een kunstenaar, varieert tussen de 180 en 500 Zuid-Afrikaanse rand, dat is € 18,00 tot € 52,00, afhankelijk van de kwaliteit en complexiteit van het kunstwerk.